# Nery Fernández
Nery Alejandro Fernández Alcaraz (Asunción, Paraguay, 21 de febrero de 1981) es un exfutbolista paraguayo.

## Clubes
| Club                     | País      | Año  |
| ------------------------ | --------- | ---- |
| Cerro Porteño PF         | Paraguay  | 2005 |
| Sportivo Luqueño         | Paraguay  | 2005 |
| Palestino                | Chile     | 2006 |
| Provincial Osorno        | Chile     | 2006 |
| Aurora                   | Bolivia   | 2007 |
| Real Potosí              | Bolivia   | 2008 |
| Sportivo Luqueño         | Paraguay  | 2008 |
| Cerro Porteño PF         | Paraguay  | 2009 |
| Deportivo Zacapa         | Guatemala | 2009 |
| Deportes Copiapó         | Chile     | 2010 |
| Universitario de Sucre   | Bolivia   | 2011 |
| 2 de Mayo                | Paraguay  | 2012 |
| River Plate              | Paraguay  | 2013 |
| Club Fernando de la Mora | Paraguay  | 2013 |